# Bowling Green (park)

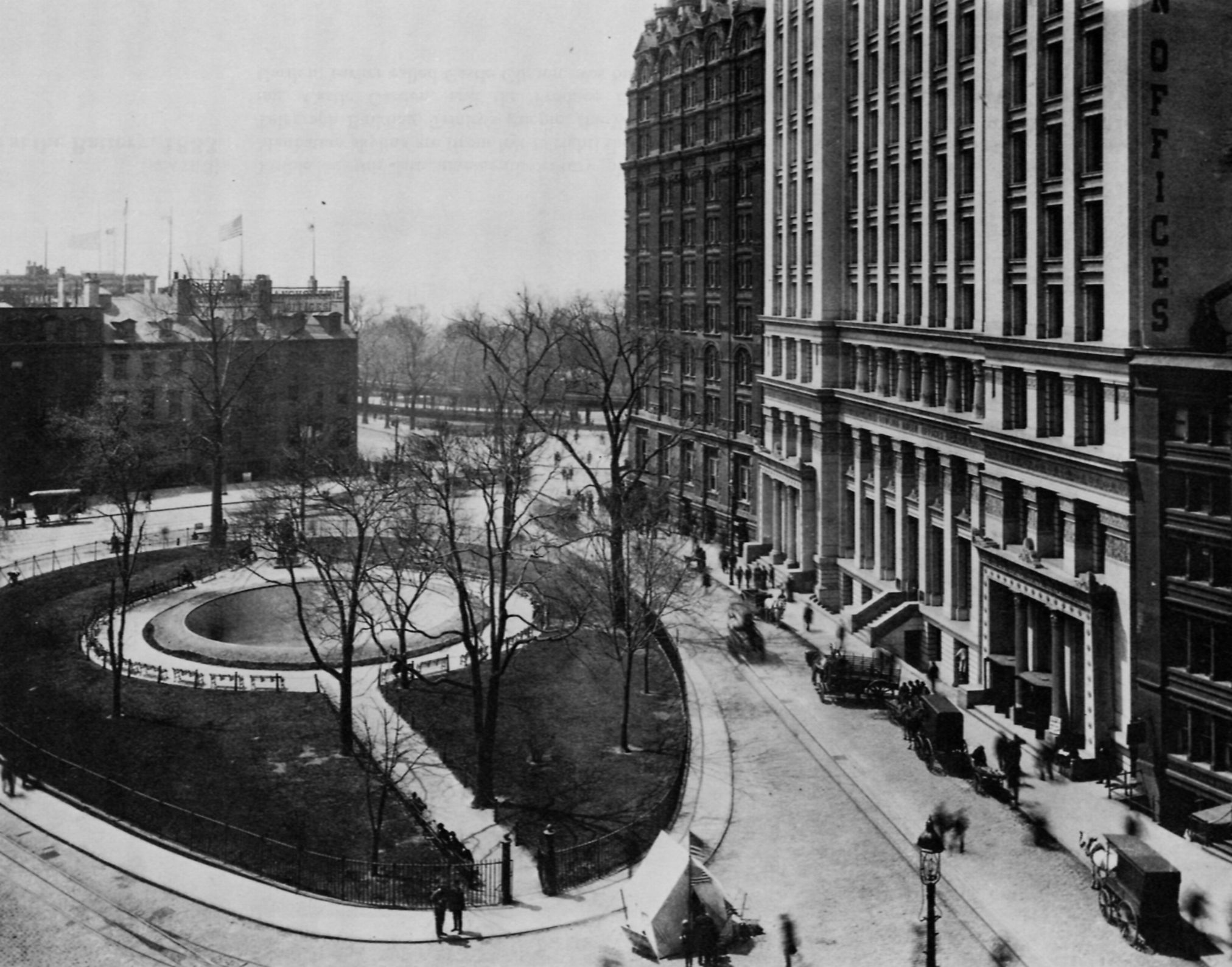
Bowling Green in 1898

Bowling Green is een klein historisch driehoekig park in New York. Het park bevindt zich aan het zuidelijke einde van Broadway, vlak bij het Alexander Hamilton U.S. Custom House in het zuiden van Manhattan. De zuidwestelijke tip van het park sluit aan op The Battery.   

## Geschiedenis
De Bowling Green is het oudste park van New York. Het zouden de enige vierkante meters zijn van het voormalig Nieuw-Amsterdam die nooit werden bebouwd, niet sinds in 1625 Nederlanders het bevel kregen om vlak naast het park Fort Amsterdam te bouwen.
In 1626 kocht Peter Minuit Manhattan. Het is nooit helemaal duidelijk geworden waar dat precies gebeurde. Bowling Green is een van de locaties waar de transactie mogelijk plaats zou hebben gevonden.
Bowling Green werd destijds gebruikt als veemarkt, paradeplaats en het vormde het begin van een handelsroute noordwaarts.

## Heden
Bowling Green Fence and Park is in 1980 opgenomen in het Amerikaans National Register of Historic Places.
In de noordelijke tip van het park vond de Charging Bull in 1989 een permanente locatie door toedoen van parkbeheerder New York City Department of Parks and Recreation na de verwijdering uit Wall Street.